# Skaly Alekseja Leonova
Die Skaly Alekseja Leonova (englisch; russisch Скалы Алексея Леонова Skaly Alekseja Leonowa) sind eine Gruppe von Felsvorsprüngen im Australischen Antarktis-Territorium. Sie ragen nahe den Cranfield-Eisfällen an der Südflanke des Darwin-Gletschers nahe dessen Einmündung in das Ross-Schelfeis auf. 
Russische Wissenschaftler benannten die Gruppe nach dem sowjetischen Kosmonauten Alexei Leonow (1934–2019), der 1965 als erster Mensch einen Außenbordeinsatz im Weltraum durchgeführt hatte.